# Dinesh D'Souza
Dinesh D'Souza (* 25. dubna 1961 v Bombaji, Maháráštra, Indie) je americký novinář, publicista a politický komentátor indického původu.

## Život
Od roku 1978 trvale žije v USA, kde řádně vystudoval angličtinu na Dartmouth College. Posléze působil v Hoover Institution na Stanfordově univerzitě a dále také v American Enterprise Institute. V současnosti[kdy?] zastává funkci presidenta King's College v New York City.
V letech 1985–1987 pracoval jako redaktor a editor v časopisu Policy Review.
V Bílém domě ve Washingtonu D. C. pracoval jako poradce amerického prezidenta Ronalda Reagana.
D'Souza byl obviněn a 20. května 2014 doznal vinu z trestného činu manipulace s finančními prostředky související s příspěvky na kampaň do senátních voleb z roku 2012. Dne 23. září 2014 byl odsouzen na 8 měsíců s pětiletou podmínkou a pokutou 20 000 dolarů.
Dinesh D'Souza v rozhovoru pro CNN a Fox News o svém odsouzení kvůli volebnímu podpovu za překročení limitu daru politickému kandidátovi tvrdí, že jeho stíhání a odsouzení mělo politický podtext, protože je autorem kritického filmu o prezidentovi Baracku Obamovi 2016: Obama's America, jenž byl vysílán ve 2000 kinech v USA. V tomto filmu nejenže kritizuje politiku prezidenta Obamy, ale také uvádí rozhovory s bratrem Baracka Obamy v Keni, kam Dinesh odcestoval, aby mapoval jeho kořeny. Barack Obama byl z tohoto filmu očividně rozzlobený, protože Dineshe poté kritizoval na svých stránkách. Pár týdnů po odvysílání tohoto filmu přišla pro Dineshe FBI kvůli volebnímu podvodu. Dinesh D'Souza v rozhovoru přiznává, že porušil volební zákon a požaduje, aby s ním bylo zacházeno stejně, jako se všemi ostatními, kteří udělali to samé. Zároveň ale uvádí, že v historii USA nebyl doposud žádný Američan stíhán, natož odsouzen, za ten samý čin.
Vzhledem k těmto okolnostem Dinesh D'Souza usuzuje, že jeho odsouzení bylo politicky motivováno. Další důvod, proč je D'Souza přesvědčen, že šlo o politický motivované stíhání, je skutečnost, která vyšla najevo později, a sice, že v jeho složce, kterou vytvořila FBI a kterou FBI dlouho odmítala předat Kongresu, bylo zvýrazněno, že D'Souza je konzervativec a prominentní kritik Baracka Obamy. Podle D'Souzy tímto FBI signalizovala Ministerstvu spravedlnosti: "Tady je váš politický odpůrce, po kterém chcete jít." FBI také alokovala 100 tisíc dolarů, aby vyšetřovala dar 20 tisíc dolarů, které D'Souza daroval své kamarádce v rámci politické kampaně, čímž překročil zákonem stanovený limit.
Prezident Donald Trump později udělil Dineshi D'Souzovi milost. D'Souza vzpomíná na telefonát s prezidentem Trumpem, během kterého mu sdělil: "Vždy jsi byl skvělým hlasem pro svobodu. A jako chlap chlapovi Ti musím říct, že Tě podvedli. Když jsem se seznámil s tímto případem, zjistil jsem, že došlo k velké nespravedlnosti, a proto využiji své pozice k tomu, abych Tě očistil. Přeji si, abys byl slyšet ještě více než kdykoli předtím a hlásal to, čemu věříš."

### Knihy
Knihy, jichž je autorem (originální názvy):
- 1984 Falwell, Before the Millennium: A Critical Biography, Regnery Publishing (ISBN 0-89526-607-5)
- 1986 The Catholic Classics (ISBN 0-87973-545-7)
- 1987 My Dear Alex: Letters From The KGB (with Gregory Fossedal), Regnery Publishing (ISBN 0-89526-576-1)
- 1991 Illiberal Education (ISBN 0-684-86384-7)
- 1995 The End of Racism (ISBN 0-684-82524-4)
- 1997 Ronald Reagan: How An Ordinary Man Became an Extraordinary Leader (ISBN 0-684-84823-6)
- 2000 The Virtue of Prosperity (ISBN 0-684-86815-6)
- 2002 What's So Great About America, Regnery Publishing (ISBN 0-89526-153-7)
- 2002 Letters to a Young Conservative (ISBN 0-465-01734-7)
- 2007 The Enemy At Home: The Cultural Left and Its Responsibility for 9/11 (ISBN 0-385-51012-8)
- 2007 What's So Great About Christianity, Regnery Publishing (ISBN 1-59698-517-8) Česky: Křesťanství a ateismus úplně jinak, Ideál, Praha 2009 (ISBN 978-80-86995-11-3)
- 2009 Life After Death: The Evidence
- 2008: Foreword to Conspiracies and the Cross by Timothy Paul Jones, Frontline Books (ISBN 1-59979-205-2)
- 2010 The Roots of Obama's Rage, Regnery Publishing (ISBN 978-1-59698-625-1)

- 2012: Godforsaken: Bad things happen. Is there a God who cares? YES. Here's proof, Tyndale House (ISBN 978-1414324852)
- 2012: Obama's America: Unmaking the American Dream, Regnery Publishing (ISBN 1596987782)
- 2014: America: Imagine a World without Her, Regnery Publishing (ISBN 978-1-62157-203-9)

### Práce pojednávající o něm
- Moon's Planet: The Politics and Theology of the Unification Church
- Ten Great Things About America
- How Ronald Reagan Won The Cold War
- Technology And Moral Progress
- We the Slaveowners: In Jefferson's America, Were Some Men Not Created Equal?
- The Self Esteem Hoax
- Two Cheers For Colonialism
- Reagan Versus The Intellectuals
- 10 things to celebrate: Why I'm an anti-anti-American
- God Knows Why Faith is Thriving
- How Obama Thinks Archivováno 22. 4. 2011 na Wayback Machine., Forbes, 2010-09-27. Retrieved 2010-11-29.